# Ctenichneumon canariensis
Ctenichneumon canariensis là một loài tò vò trong họ Ichneumonidae.